# Arrondissement Erstein
Erstein is een voormalig arrondissement van het Franse departement Bas-Rhin in de regio Elzas. de onderprefectuur was Erstein.
Het arrondissement is geformeerd op 28 juni 1919 en in 1974 opgeheven. Het kanton Geispolsheim is opgegaan in het toenmalige arrondissement Strasbourg-Campagne, de andere drie kantons gingen samen met het aangrenzende arrondissement Sélestat op in een nieuw arrondissement Sélestat-Erstein.

## Kantons
Het arrondissement was samengesteld uit de volgende kantons:
- Kanton Benfeld
- Kanton Erstein
- Kanton Geispolsheim
- Kanton Obernai